# Tullius Menophilus
Tullius Menophilus war ein römischer Senator des 3. Jahrhunderts n. Chr. Im Jahr 238 bekleidete er das Konsulat und gehörte dem Gremium der Vigintiviri rei publicae curandae an.
Über Menophilus’ cursus honorum ist bis 238 nichts bekannt. Anfang 238 war er Suffektkonsul und wurde später in das Gremium der Vigintiviri gewählt, eine wichtige Senatskommission, die die Kaiser Gordian I. und Gordian II. beriet und die Verteidigung Italiens gegen Maximinus Thrax organisierte. Danach übernahm Menophilus die Verwaltung der römischen Provinz Moesia inferior und wehrte dort 239 einfallende Völker aus dem Barbaricum erfolgreich ab.